# Бурдюг
Бурдю́г — село в Україні, у Кельменецькій селищній громаді Дністровського району Чернівецької області.

## Географія
Розташований на північ від Кельменців, за 1 км від однойменного роз'їзду Львівської залізниці (на тепрешній час на роз'їзді пасажирське сполучення здійснюється). На північно-західній стороні від села бере початок річка Шост, права притока річки Сурши.

## Історія

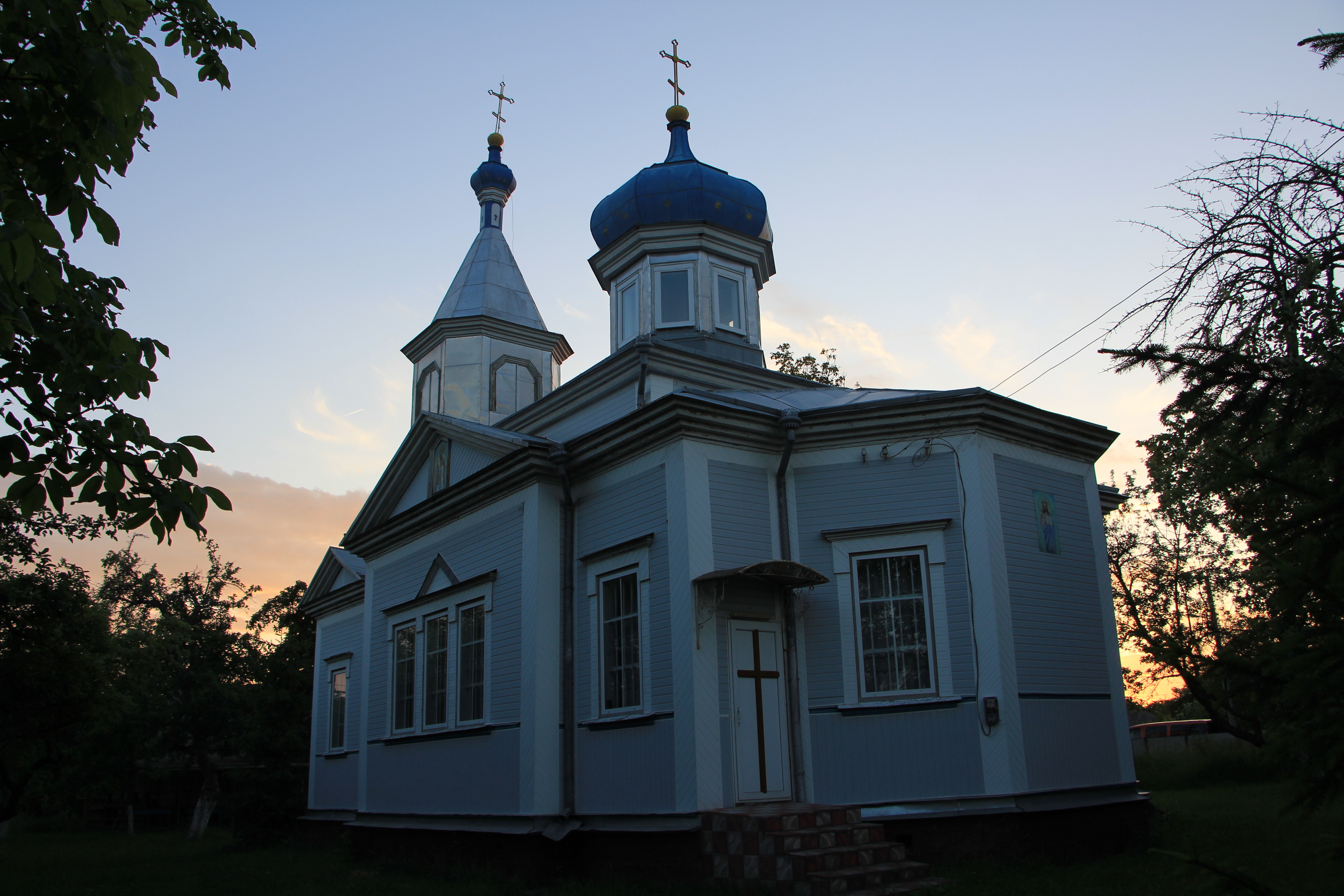
Церква Св. Дмитра, 1905 року побудови у селі Бурдюг

Вперше в документах село згадується в ХУІІІ столітті. В його околицях виявлено рештки поселення трипільської культури (ІІІ тисячоліття до н. е.) та доби бронзи (ІІ тисячоліття до н. е.).
З 1991 року в складі незалежної України.
В 2021 році шляхом об'єднання сільських рад, село увійшло до складу Кельменецької селищної громади.

## Населення
Згідно з переписом УРСР 1989 року чисельність наявного населення села становила 1053 особи, з яких 459 чоловіків та 594 жінки.
За переписом населення України 2001 року в селі мешкали 933 особи.

### Мова
Розподіл населення за рідною мовою за даними перепису 2001 року:
| Мова       | Відсоток |
| ---------- | -------- |
| українська | 98,82 %  |
| російська  | 0,96 %   |
| молдовська | 0,11 %   |
| польська   | 0,11 %   |

## Відомі особистості

### Народилися
- Каленчук Д. В. — колишній командир полку кавалерійської бригади Г. І. Котовського, нагороджений орденом Червоного прапора.

### Репресовані і реабілітовані історією
- Григоришин Іван Микитович, 1905 р. н., селянин. Заарештований 29 грудня 1948 року. Реабілітований Чернівецькою обласною прокуратурою 30 травня 1989 року.
- Довганич Іван Григорович, 1902 р. н., червоноармієць. Заарештований 24 січня 1945 року. Реабілітований на підставі Закону України від 17 квітня 1991 року.
- Каленчук Іван Васильович, 1911 р. н., селянин. Заарештований 19 листопада 1944 року. Реабілітований Чернівецькою обласною прокуратурою 27 вересня 1993 року.
- Кацап Агафія Дем'янівна, 1887  р. н., селянка. Заарештована 19 листопада 1944 року. Реабілітована Чернівецькою обласною прокуратурою 27 вересня 1993 року.

### Жертви голодомору 1946-1947 рр.
Померли 61 людина. Причина смерті: виснаження, дистрофія, порок серця. Серед померлих — 12 дітей 1945, 1946 і 1947 рр.: Василь Бордюжан, Міла Бордюжан, Петро Бордюжан, Катерина Довганчина, Іван Думитраш, Ганна Дунітраш, Ганна Кцап, Катерина і Марія Соцькі, Іван, Марія та Міла Швеці.